# Wan Hu
Wan Hu (żył na przełomie XV i XVI w.) – legendarny chiński wynalazca wehikułu z napędem rakietowym; maszyna ta składała się z dwóch latawców, siedzenia i 47 rakiet wypełnionych prochem. Zginął z powodu eksplozji rakiet podczas próby startu.
Jego imieniem nazwano jeden z kraterów na Księżycu.